# District de Cao Phong
Cao Phong est un district de la province de Hòa Bình dans la région du Nord-ouest au Viet Nam .

## Géographie
Le district de Cao Phong a une superficie de 254 km2. 
La capitale du district se trouve à Cao Phong.